# Juan de Dios Navarro Caballero
Juan de Dios Navarro Caballero (n. Elche, Alicante, Comunidad Valenciana, España, 1 de octubre de 1971) es un político español.

## Biografía
Nacido en el municipio alicantino de Elche, el día 1 de octubre de 1971. Curso estudios de derecho.  
En el mundo de la política es miembro del Partido Popular de la Comunidad Valenciana (PPCV) y ocupó su primer cargo en 1993, siendo Presidente de la organización juvenil del partido "Nuevas Generaciones" en Elche. 
Desarrollo su profesión en la empresa privada, en el sector del calzado 1992 y posteriormente en 1995 en el sector logístico.
Fue elegido Concejal del Excmo. Ayuntamiento de  Elche tras las Elecciones municipales de 1995 y 2003. 
En 2007 fue nombrado Consejero de Radiotelevisión Valenciana (RTVV) y en 2011 Presidente del consejo de administración.   
Entre 2010 y 2011 fue Vicesecretario de la Federación Valenciana de Municipios y Provincias (FVMP).  el  hasta  junio de 2013, tras aprobación por parte del Pleno del Consell 9 de diciembre de 2011, fue nombrado Delegado del Consell Valenciano en la Provincia de Alicante, en sucesión de Juan Antonio Rodríguez Marín, hasta junio de 2013.
El día 26 de marzo de 2014, pasó a ser diputado  de la VIII Legislatura en Les Corts Valencianes por la circunscripción electoral de Alicante, y en la actualidad forma parte de la IX Legislatura.
Actualmente como diputado de las Cortes Valencianas, ha sido reelegido en las siguientes Elecciones de 2015.
En las elecciones de 2015 fue reelegido y es miembro de las comisiones parlamentarias de Política Social, Ocupación y Políticas de Igualdad, de Peticiones y de la Comisión de infraestructuras. 
En la actualidad es concejal del ayuntamiento de Elche y Diputado provincial en la Diputación de Alicante.